# デスパレート
『デスパレート』（原題：Primal Doubt）は、アメリカ合衆国の映画作品。

## キャスト
| 役名     | 俳優                       | 日本語吹替 |
| -------- | -------------------------- | ---------- |
| ジーン   | ジャニン・ターナー         | 高島雅羅   |
| チェース | コスタス・マンディロア     | 斧アツシ   |
| ホリー   | メーヴ・クインラン         | 日野由利加 |
| リッグス | ウィリアム・アレン・ヤング | 手塚秀彰   |
| ソーン   | ジェイミー・ローズ         | 日下由美   |
|          | フリーダ・フォー・シェン   |            |
|          | ブリタニー・イシバシ       |            |
|          | アマンダ・フラー           |            |
|          | ニック・キリアジス         |            |
|          | レイ・リトケ               |            |
|          | エミリー・ウォーフィールド |            |

- その他の声の吹き替え：深沢エミ／斉藤梨絵／木下紗華／木下尚紀／世戸さおり／志村貴博